# Нишнианидзе, Гизо Доментьевич
Гизо Доментьевич Нишнианидзе (груз. გიზო დომენტის ძე ნიშნიანიძე, 1928—2011) — грузинский и советский учёный-филолог, писатель, сценарист. Почётный гражданин Тбилиси (2003).

## Биография
Кандидат филологических наук (1971), доктор филологических наук (1984) (тема диссертации — «Пресса и радиовещание Грузии в годы Великой Отечественной войны Советского Союза (1941—1945 гг.)». Рассказ Г. Нишнианидзе вошёл в антологию журнала «Крокодил»
Вёл авторскую программу «Свидания на Вере»
У здания Тбилисской филармонии на «Аллее звёзд» Гизо Нишнианидзе, первому из писателей, установлена звезда
Похоронен в Пантеоне Дидубе.
В 2015 году в честь Гизо Нишнианидзе переименовали Коджорскую улицу в Тбилиси

## Фильмография
1963 — «Омар Джохадзе»